# Xarab-I Kilashin
 (juin 2017).
 (octobre 2023).
Xarab-I Kilashin est une ancienne ville redécouverte en 2017 près de la rivière du Grand Zab dans le Kurdistan irakien.

## Découverte
Des objets et les restes d’une cité datant de  3 000 ans ont été découverts par une équipe d’archéologues polonais en 2017. L'archéologue Rafał Koliński (pl), spécialiste de l'âge du bronze ancien dans le nord de la Mésopotamie et un des chefs de la mission, dit que c'est l'aboutissement d'une campagne de fouilles commencée en 2012 sur une étendue de 3 000 km2. Le site est beaucoup plus vaste que la plupart des agglomérations connues de cette époque.